# Till Gabriella
Till Gabriella (Budapest, 1963. szeptember 30. –) válogatott labdarúgó, hátvéd.

## Pályafutása

### Klubcsapatban
1984–85-ös idényben a László Kórház labdarúgója volt és bajnokságot nyert a csapattal. Ezt követően a Femina csapatához igazolt, ahol az 1987–88-as idényben újabb bajnokságot nyert.

### A válogatottban
1987 és 1989 között 14 alkalommal szerepelt a válogatottban és 5 gólt szerzett.

## Sikerei, díjai
- Magyar bajnokság
  - bajnok: 1984–85, 1987–88
  - 2.: 1988–89, 1989–90
  - 3.: 1985–86, 1986–87

## Statisztika

### Mérkőzései a válogatottban
| Magyarország | Magyarország         | Magyarország             | Magyarország  | Magyarország | Magyarország | Magyarország | Magyarország | Magyarország |
| #            | Dátum                | Helyszín                 | Hazai         | Eredmény     | Vendég       | Kiírás       | Gólok        | Esemény      |
| ------------ | -------------------- | ------------------------ | ------------- | ------------ | ------------ | ------------ | ------------ | ------------ |
| 1.           | 1987. június 27.     | Ajka                     | Magyarország  | 5 – 1        | Ausztria     | barátságos   | -            | 46'          |
| 2.           | 1987. június 28.     | Fonyód                   | Magyarország  | 6 – 0        | Ausztria     | barátságos   | -            | 46'          |
| 3.           | 1987. szeptember 26. | Szófia                   | Bulgária      | 0 – 0        | Magyarország | barátságos   | -            |              |
| 4.           | 1987. október 7.     | Budapest, Hévízi út      | Magyarország  | 0 – 1        | NSZK         | Eb-selejtező | -            |              |
| 5.           | 1987. november 7.    | Tapolca                  | Magyarország  | 4 – 0        | Bulgária     | barátságos   | 1            | 21'          |
| 6.           | 1987. november 14.   | Szolnok                  | Magyarország  | 7 – 1        | Svájc        | Eb-selejtező | 1            | 32'          |
| 7.           | 1988. április 30.    | San Benedetto del Tronto | Olaszország   | 5 – 1        | Magyarország | Eb-selejtező | 1            | 79'          |
| 8.           | 1988. május 28.      | Várna                    | Bulgária      | 1 – 2        | Magyarország | barátságos   | 1            | Gól          |
| 9.           | 1988. június 11.     | Zürich                   | Svájc         | 3 – 0        | Magyarország | Eb-selejtező | -            |              |
| 10.          | 1988. szeptember 17. | Mezőkövesd               | Magyarország  | 2 – 2        | Bulgária     | barátságos   | -            |              |
| 11.          | 1988. október 8.     | Baja                     | Magyarország  | 0 – 0        | Olaszország  | Eb-selejtező | -            |              |
| 12.          | 1988. október 16.    | Sosnowiec                | Lengyelország | 2 – 2        | Magyarország | barátságos   | -            |              |
| 13.          | 1989. április 23.    | Ózd                      | Magyarország  | 6 – 0        | Bulgária     | barátságos   | 1            | 24'          |
| 14.          | 1989. május 21.      | Trencsén                 | Csehszlovákia | 2 – 1        | Magyarország | barátságos   | -            |              |
|              | Összesen             |                          |               | 14           | mérkőzés     |              | 5            | gól          |